# Giuseppe D’Agata
Giuseppe D’Agata (* 1927 in Bologna; † 29. März 2011 ebenda) war ein italienischer Journalist und Schriftsteller, der durch seine auch verfilmten Bücher Il segno del comando und Il medico della mutua bekannt wurde.

## Leben
D’Agata nahm als Partisan am Widerstand in der Resistenza gegen die deutsche Besatzungsmacht im Zweiten Weltkrieg teil und lebte nach dem Krieg in Rom, wo er Mitarbeiter von Radiotelevisione Italiana (RAI) wurde. Als Drehbuchautor wurde er bekannt für seine moderne Vielseitigkeit zur Umarbeitung literarischer Werke für Fernsehen, Film und Radio.
Sein 1964 veröffentlichter Roman Il medico della mutua wurde 1968 von Luigi Zampa verfilmt mit Alberto Sordi in der Hauptrolle ebenso wie sein 1987 erschienener Roman Il segno del comando von der RAI mit Darstellern wie Ugo Pagliai, Carla Gravina und Rossella Frank. In dem 2005 veröffentlichten Roman I ragazzi del coprifuoco verarbeitete er seine eigenen Erfahrungen als Partisan im Zweiten Weltkrieg.
D’Agata, der auch bis zu seinem Tode Präsident der Schriftstellergewerkschaft Sindacato Nazionale Scrittori war, verfasste zahlreiche weitere innovative Romane wie zuletzt I passi sulla testa (2007).

## Veröffentlichungen
- L’ esercito di Scipione, 1960
- Primo il corpo, 1971
- Quattro impiccati in Piazza del Popolo, 1973
- Il dottore, 1976
- Personaggi, 1977
- I giorni della speranza, 1978
- America oh kei, 1984
- Memow, 1987
- Il ritorno dei templari, 1997

in deutscher Sprache
- Das Medaillon der Macht, Originaltitel Il segno del comando, 1988, ISBN 3-522-70500-9
- Im Schatten der Templer, Originaltitel Il ritorni dei templari, 1992, ISBN 3-522-70820-2